# Варлей, Наталья Владимировна
Ната́лья Влади́мировна Варле́й (род. 22 июня 1947, Констанца, Румыния) — советская и российская артистка цирка, актриса театра, кино, озвучивания и дубляжа, певица и телеведущая; заслуженная артистка РСФСР (1989), лауреатка Государственной премии РСФСР имени Н. К. Крупской (1984).

## Биография
Родилась 22 июня 1947 года в румынской Констанце. Детство провела в Мурманске.  
Фамилия Варлей [ˈvɑːlɪ] — валлийская.
Два брата Варлей, владельцы конного завода, переехали из Англии в Россию и женились на русских:
Папа рассказывал, что два брата Варлей были жокеями, но потом всплыла другая история: оказалось, они были владельцами конного завода. Оба женились на русских, но это было уже достаточно давно, и в моей крови целый коктейль из разных национальностей.
Отец — Владимир Викторович Варлей (4 июня 1919 — 6 июня 1999), участник Великой Отечественной войны, старший лейтенант ВМФ СССР, в 1937—1941 годах учился в Черноморском высшем военно-морском училище в Севастополе, в 1941—1949 годах служил командиром военных кораблей на ЧФ и ТОФ. Воевал на Черноморском флоте в должностях командира БЧ-2 на ВТ, диварта 1 ДМОГБ, командира МО, отряда МО, БО, ТЩ. Участвовал в оборонах Севастополя и Крыма. Был ранен и контужен в 1945 году. Награждён орденом Красного Знамени, двумя орденами Отечественной войны I степени, орденом Красной Звезды и медалями. Окончил Военно-морскую академию в Ленинграде (1952), в 1949—1950 гг. работал в Главсевморпути. В 1952—1954 гг. — начальник штаба морских операций западного района Арктики Главсевморпути, в 1954—1955 гг. — заместитель начальника Мурманского арктического пароходства, в 1955—1957 годах работал председателем Мурманского горисполкома. С 1957 года — старший помощник капитана, капитан на судах Севрыбхолодфлота. В 1973 году руководимый им экипаж ТР «Иркутск» был занесён на флотскую Доску почёта.
Мать — Ариадна Сергеевна Варлей (Сенявина; 6 ноября 1924—2013), родом из Вятки, внучка потомственного горного инженера Е. Н. Барбота де Марни, потомка выходцев из Франции.
Младшая сестра — Ирина Владимировна Варлей (р. 13 сентября 1953), окончила инженерно-строительный факультет МИСИ и художественное училище, работает в Госархиве.
В 4 года начала писать стихи, затем училась в музыкальной школе, рисовала. Училась в школе № 8 до восьмого класса. Много читала. В то же время она была очень болезненным ребёнком: у неё обнаружили ревмокардит и запретили заниматься в школе физкультурой. В конце 1950-х годов её семья поселилась в Москве, отец в то же время продолжал работу на мурманском «Севрыбхолодфлоте» старшим помощником капитана.
Однажды в цирковой кассе она увидела объявление о наборе детей 11—13 лет в детскую цирковую студию и поступила туда, в дальнейшем окончила с красным дипломом акробатическое отделение Государственного училища циркового и эстрадного искусства (1965) по специальности «Артистка-эквилибристка Союзгосцирка». Работала в разных городах в разных труппах эквилибристкой, в том числе в труппе Московского цирка на Цветном бульваре.
Некоторое время выступала в одном номере со знаменитым клоуном Л. Г. Енгибаровым. Именно благодаря Енгибарову попала в кино. Одним из его приятелей был режиссёр Одесской киностудии Георгий Эмильевич Юнгвальд-Хилькевич. Однажды в 1966 году он пришёл на очередное представление в цирк на Цветном бульваре, увидел там будущую актрису и предложил ей сняться в своём новом фильме «Формула радуги». Она согласилась, и ей досталась маленькая роль медсестры.
Всесоюзную известность актриса получила уже после следующего своего фильма «Кавказская пленница, или Новые приключения Шурика» (1966), в котором играла главную роль комсомолки Нины.  До 1967 года работала эквилибристкой Московского государственного цирка. После поступления в Театральное училище имени Б. В. Щукина на несколько лет прекратила сниматься. Первой после перерыва картиной стало «Золото» (1969) — экранизация одноимённого романа Бориса Полевого, в которой она снялась в роли машинистки госбанка Муси Волковой. В 1971 окончила Щукинское училище.
В 1971—1978 годах была актрисой МДТ имени К. С. Станиславского.
В 1984 году поступила в Литературный институт имени А. М. Горького.
В 1992 году записала грампластинку «На высшей точке единения», где исполняла песни на собственные стихи и музыку Николая Шершня.
В 1994 году озвучивала героиню Вероники Кастро и несколько других героинь в популярном мексиканском телесериале «Дикая Роза».
В 1996 году во время президентских выборов поддерживала Геннадия Зюганова.
В 1999 году вместе с другими артистами приняла участие в проекте Виктора Мережко и композитора Евгения Бедненко «Поют звёзды театра и кино», где выступила как исполнительница собственных песен. Итогом проекта стали концерты и музыкальный диск, выпущенный в США и продублированный «Радио МПС».
В 2003 году приняла участие в постановке частного театра «Империя Звёзд», в спектакле «Оскар».
Руководитель мастерской театрального факультета МИТРО.
В 2009 году принимала участие в проекте Первого канала «Две звезды» в паре с Николаем Гнатюком.
В 2018 году вышла её книга «Канатоходка. Автобиография», где в одной из глав Наталья Варлей обвинила кинорежиссёра Леонида Гайдая в сексуальных домогательствах.

## Личная жизнь

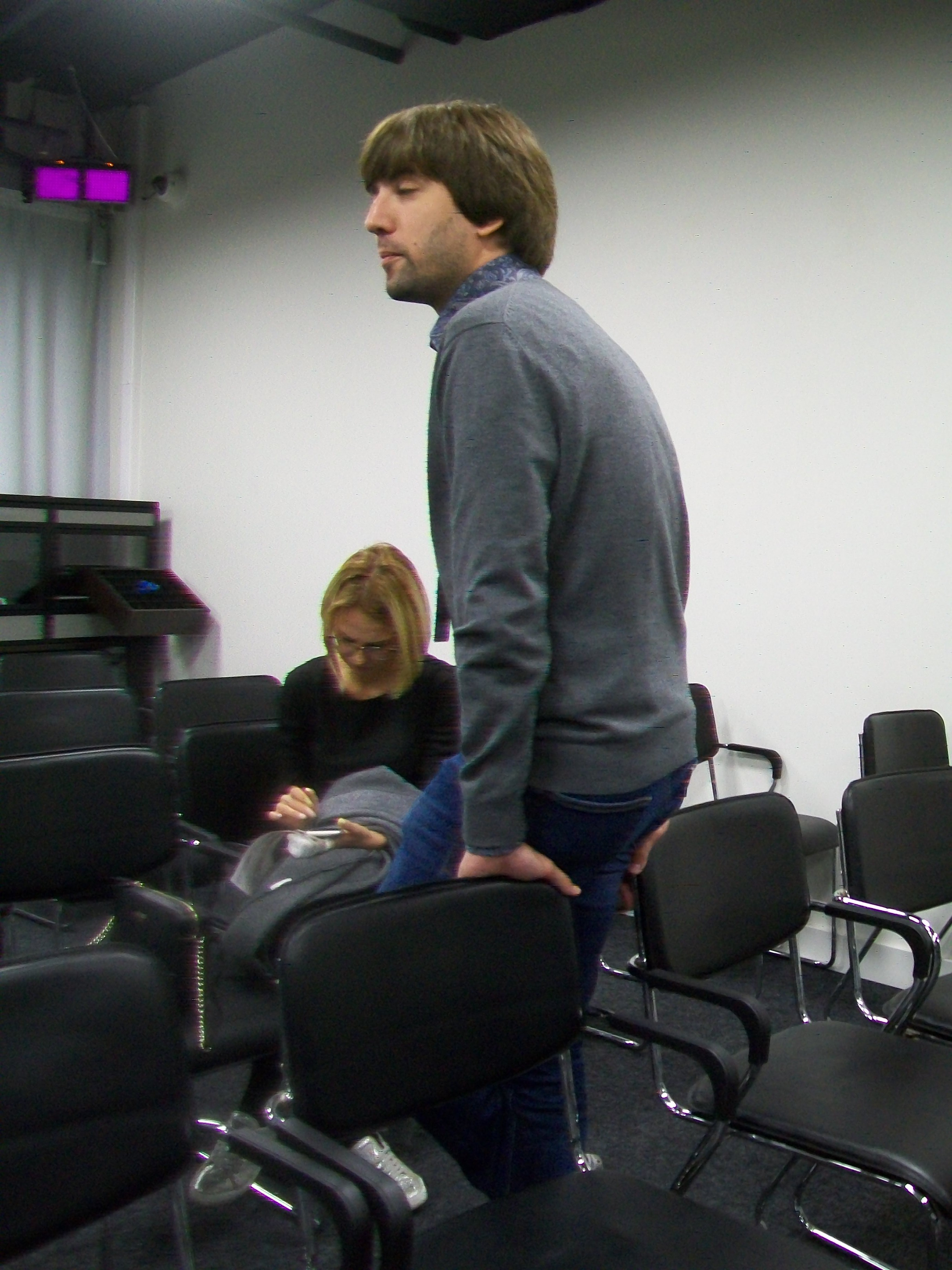
Режиссёр Александр Варлей — сын Натальи Варлей (сентябрь 2017 года)

Первый муж (1967—1968) — Николай Бурляев (род. 1946), актёр. Расстались после того, как Бурляев стал работать в Московском театре имени Ленинского комсомола.
Второй муж (1971—1978) — Владимир Тихонов (1950—1990), однокурсник по театральному училищу, сын Нонны Мордюковой и Вячеслава Тихонова (1928—2009). Брак распался из-за того, что муж употреблял наркотики.
Старший сын — Василий Варлей (р. 21 мая 1972), учился в Институте современных искусств, снялся с матерью в фильме «Переходный возраст».
Внук — Евгений Варлей (р. 5 мая 1995), отслужил в армии, живёт в Вероне, где окончил университет, в 2017 году работал управляющим отелем.
Младший сын — Александр Варлей (р. 13 сентября 1985), кинорежиссёр, сценарист, снял фильмы «Принимать внутрь» (2011), «Сон грядущий» (2014), выступает в составе группы «The BeatLove» (имя отца Варлей не называет, сын видел его только один раз).
Третий муж — Владимир, владелец строительной фирмы.
Живёт одна с кошками (их число достигало 14).

## Работа на телевидении
- В 1998 году была ведущей программы «Домашний очаг» на телеканале «РТР».
- В 1999 году была ведущей программы «Домашние хлопоты» на телеканале «РТР».
- В 2014 году была соведущей телепроекта «Дело ваше» на Первом канале.

## Стихи
С четырёх лет пишет стихи. В октябре 2017 года выпустила свой четвёртый сборник. На некоторые стихотворения написаны песни. Актриса рассказала:
«Я пишу стихи с детства. Очень многие легли на музыку. И первым написал песню на мои стихи Юрий Петерсон — сейчас он солист ансамбля „Пламя-2000“. С его лёгкой руки появились песни „Канатная плясунья“, „Замёрзшая свеча“. Мы с ним даже пели „Замёрзшую свечу“ в Центре управления полётами, когда летали на орбите Викторенко и Серебров».

## Общественная деятельность
В 2013 году вошла в состав Оргкомитета по подготовке и проведению памятных мероприятий, посвящённых 20-летию расстрела Съезда народных депутатов России и Верховного Совета РФ.

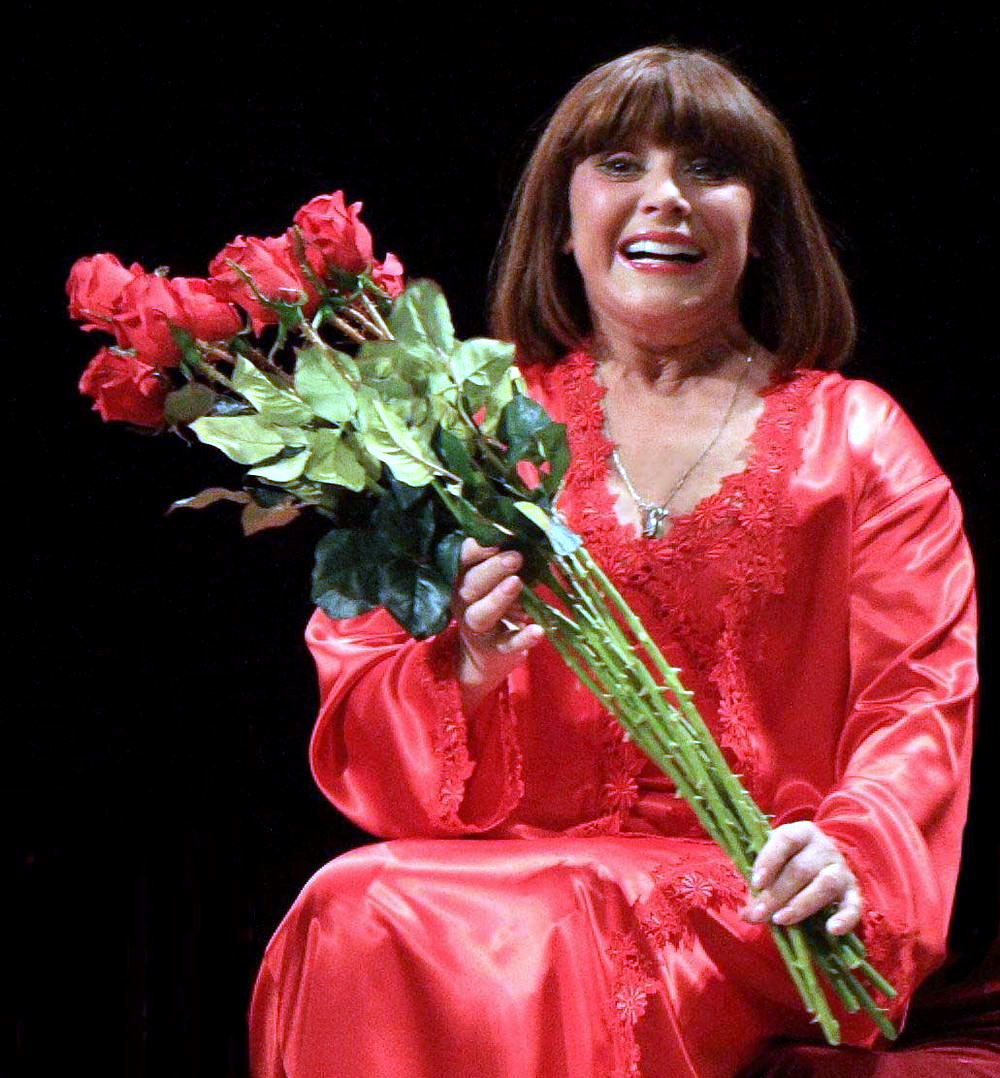
На спектакле «Шашни старого козла» на сцене Северодвинского театра драмы

В 2010 году вступила в партию «Единая Россия».
Поддержала нападение России на Украину, отметив, что военная агрессия России — это «восстановление справедливости, вопрос: быть нашей стране или нет, защита нашей веры».

## Признание и награды
- Орден Почёта (12 июня 2017 года) — за большой вклад в развитие отечественной культуры и искусства, средств массовой информации, многолетнюю плодотворную деятельность.[20]
- Орден Дружбы (30 июля 2010 года) — за заслуги в развитии отечественной культуры и искусства и многолетнюю плодотворную деятельность.[21]
- Заслуженная артистка РСФСР (17 апреля 1989 года) — за заслуги в области советского искусства.[22]
- Государственная премия РСФСР имени Н. К. Крупской (1984) — за исполнение роли мамы Кати в фильме «Не хочу быть взрослым» (1982).
- Обладательница приза «Немеркнущая зрительская любовь» на X Санкт-Петербургском фестивале «Виват кино России!» (17 мая 2002 года).

## Фильмография
| Год  |     | Название                                                    | Роль                                                                                 |
| ---- | --- | ----------------------------------------------------------- | ------------------------------------------------------------------------------------ |
| 1962 | кор | Новогодний праздник отца и маленькой дочери                 | Имя персонажа не указано                                                             |
| 1966 | ф   | Формула радуги                                              | медсестра                                                                            |
| 1966 | ф   | Кавказская пленница, или Новые приключения Шурика           | Нина, студентка (озвучивание — Надежда Румянцева, вокал — Аида Ведищева)             |
| 1967 | ф   | Вий                                                         | Панночка, ведьма, дочь сотника (озвучивание — Клара Румянова)                        |
| 1969 | ф   | Золото                                                      | Муся Волкова, машинистка в ГосБанке по прозвищу «Репей»                              |
| 1970 | ф   | Бег                                                         | девушка с козой                                                                      |
| 1970 | ф   | Бушует «Маргарита»                                          | Маргарита Озерова, дежурная по справкам в аэропорту                                  |
| 1971 | ф   | Семь невест ефрейтора Збруева                               | Галина Листопад                                                                      |
| 1971 | ф   | 12 стульев                                                  | Лиза (Елизавета Петровна), супруга Коли, студентка (озвучивание — Надежда Румянцева) |
| 1972 | ф   | Чёрные сухари                                               | Таня                                                                                 |
| 1974 | ф   | Дмитрий Кантемир                                            | Родика, дочь боярина Йордаке Русета                                                  |
| 1974 | ф   | Три дня в Москве                                            | Оля Потапова                                                                         |
| 1975 | ф   | Весна двадцать девятого                                     | Элла Михайловна, жена Гая                                                            |
| 1975 | ф   | Большой аттракцион                                          | Даша Калашникова                                                                     |
| 1976 | ф   | Соло для слона с оркестром                                  | Таня                                                                                 |
| 1977 | тф  | Эти невероятные музыканты, или Новые сновидения Шурика      | участница ВИА                                                                        |
| 1978 | ф   | Сегодня или никогда                                         | Таня, дочь профессора Левандовского, преподавательница музыки                        |
| 1978 | ф   | Ошибки юности                                               | Зина                                                                                 |
| 1979 | ф   | Ливень                                                      | Нази                                                                                 |
| 1979 | ф   | Так и будет                                                 | Ольга Фёдоровна Воронцова, в замужестве Савельева                                    |
| 1979 | кор | Выбор (новелла «Круг»)                                      | девушка на аттракционе                                                               |
| 1980 | ф   | Клоун                                                       | Тая, буфетчица                                                                       |
| 1980 | ф   | Мой папа — идеалист                                         | Алёна                                                                                |
| 1981 | ф   | Старые письма                                               | Лиза                                                                                 |
| 1981 | ф   | Переходный возраст                                          | Изольда                                                                              |
| 1981 | ф   | Единственный мужчина                                        | Вика Микулина                                                                        |
| 1982 | ф   | Не ждали, не гадали?                                        | жена профессора                                                                      |
| 1982 | ф   | Не хочу быть взрослым                                       | Екатерина Орлова, зубной врач-хирург                                                 |
| 1983 | ф   | Талисман                                                    | мама Дюка                                                                            |
| 1983 | ф   | Набат                                                       | Татьяна Коробейникова                                                                |
| 1984 | ф   | Нам не дано предугадать                                     | жена Нестерова                                                                       |
| 1984 | ф   | Гостья из будущего                                          | Марта Эрастовна Скрыль, тренер                                                       |
| 1984 | ф   | Огненные дороги                                             | Мария Кузнецова, актриса в театре Хамзы                                              |
| 1986 | кор | Опасный приз                                                | Любовь Ивановна, классный руководитель                                               |
| 1986 | ф   | Посторонним вход разрешён                                   | мама Димы                                                                            |
| 1987 | ф   | В защите не нуждаюсь                                        | Имя персонажа не указано                                                             |
| 1992 | ф   | Чужая игра                                                  | мать                                                                                 |
| 1993 | ф   | Маленькие человечки Большевистского переулка, или Хочу пива | Вера, жена Толика                                                                    |
| 1994 | ф   | Волшебник Изумрудного города                                | Бастинда / Гингема                                                                   |
| 1997 | ф   | Старые песни о главном 2                                    | Нина                                                                                 |
| 2006 | ф   | Первый Скорый                                               | Нина                                                                                 |
| 2006 | ф   | Волкодав из рода Серых Псов                                 | мать Кендарат                                                                        |
| 2021 | ф   | Тётя Люси                                                   | Людмила Ренье                                                                        |

### Телеспектакли
- 1973 — Мегрэ и человек на скамейке — Моник Туре
- 1976 — Топаз — Сюзи Куртуа
- 1983 — Вера — Аля
- 2005 — Оскар — Шарлотта

### Киножурнал «Ералаш»
- 1983 — Выпуск № 41 (сюжет «Педагогическая драма»)[26] — Лариса Сергеевна, мама Миши
- 1989 — Выпуск № 75 (сюжет «Конфуз»)[27] — учительница математики
- 1990 — Выпуск № 78 (сюжет «Как я провёл лето»)[28] — Марья Ивановна, учительница русского языка
- 2017 — Выпуск № 323 (сюжет «Мой Пушкин»)[29] — Анна Петровна, директриса школы

### Киножурнал «Фитиль»
- 2005 — (сюжет «Мобильная свадьба») — пожилая невеста

## Дубляж и закадровое озвучивание

### Фильмы
- 1987 — Дикая Роза — Роза Гарсия / Селия (перевод «Останкино», 1994 год)
- 1988 — Студентка — Валентин Эскира (дубляж студии имени М. Горького, 1990 год
- 1990 — Птичка на проводе —
- 1991 — Молчание ягнят — Клариса Старлинг (закадровый перевод для телеканала «НТВ», 1997 год)
- 1992 — На Дерибасовской хорошая погода, или На Брайтон-Бич опять идут дожди — Мэри Стар
- 1994 — Без дураков — все женские роли (закадровый перевод для телеканала «НТВ»)

## Документальное кино
- 2011 — Бабье лето (телеканал «Домашний)»
- 2012 — Наталья Варлей. Без страховки (телеканал «ТВ Центр»)
- 2012 — Наталья Варлей. Скучно без Шурика[30] (Первый канал)
- 2017 — Наталья Варлей. Свадьбы не будет! (Первый канал)